# Gibeaumeix
Gibeaumeix is een gemeente in het Franse departement Meurthe-et-Moselle (regio Grand Est) en telt 136 inwoners (1999). De plaats maakt deel uit van het arrondissement Toul.

## Geografie
De oppervlakte van Gibeaumeix bedraagt 7,7 km², de bevolkingsdichtheid is 17,7 inwoners per km².
De onderstaande kaart toont de ligging van Gibeaumeix met de belangrijkste infrastructuur en aangrenzende gemeenten.

## Demografie
Onderstaande figuur toont het verloop van het inwonertal (bron: INSEE-tellingen).